# ウィリアム・ガル
初代準男爵ウィリアム・ウィジー・ガル（英語: Sir William Withey Gull, 1st Baronet、1816年12月31日 - 1890年1月29日）は、イギリスの医師である。上流階級の出身ではなかったが、医師としての地位を確立し、ガイズ病院の院長、フラーリアン生理学教授、ロンドン臨床医協会会長など、様々な役職を務めた。1871年、腸チフスに罹患した王太子（後の国王エドワード7世）の治療に成功したガルは、準男爵に叙任され、ヴィクトリア女王の典医に任命された。
ガルは、粘液水腫、ブライト病、対麻痺、神経性無食欲症の研究など、医学界に多大な貢献をした。
1970年代に生まれた、切り裂きジャックの事件にフリーメイソンとイギリス王室が関わっているとする陰謀論の中には、ガルが切り裂きジャックの正体を知っていた、あるいはガル自身が切り裂きジャックだったと主張するものがある。事件当時ガルは71歳で体調を崩しており、ほとんどの学者はこの説を否定している。しかし、そのドラマチックな内容から、フィクション作品ではこの設定がよく使われている。ガルが切り裂きジャックとして描かれた例として、1996年のグラフィックノベル『フロム・ヘル』などがある。

## 若年期
ガルは、1816年12月31日にエセックス州コルチェスターで生まれた。父のジョン・ガルは、波止場や艀の管理人で、ウィリアムが生まれたときには38歳だった。ウィリアムは、ショーディッチのセント・レオナーズ教区にあるセント・オシス・ミルに係留されていた父の艀「ダブ」(The Dove)の中で生まれた。母エリザベス（旧姓チルバー(Chilver)）は、ウィリアムを生んだとき40歳だった。ウィリアムのミドルネーム「ウィジー」は、名付け親であるキャプテン・ウィジーに由来する。キャプテン・ウィジーは父親の友人で、雇用主であり、地元で艀を所有していた。ウィリアムは8人兄弟の末っ子で、そのうち2人は幼い頃に亡くなった。生き残った6人の兄弟は、男が3人（ジョン、ジョセフ、ウィリアム）、女が3人（エリザベス、メアリー、マリア）だった。
ウィリアムが4歳くらいのとき、一家はエセックス州ソープ＝ル＝ソケンに引っ越した。父は1827年、ウィリアムが10歳のときにロンドンでコレラのために亡くなり、ソープ＝ル＝ソケンに埋葬された。夫の死後、母エリザベスは、わずかな収入で6人の子供を育てた。母エリザベスは人格者で、子供たちに"What is worth doing, is worth doing well"（仮にもやる値打ちのあることは、よくやる値打ちがある）ということわざを教えた。ウィリアムは、自分の本当の教育は母親から受けたとよく言っていた。母エリザベスは敬虔なキリスト教徒で、金曜日の夕食は必ず魚とライスプディングだった。四旬節には黒い服を着て、聖人の日を大切にしていた。
ウィリアムは幼い頃、姉たちと一緒に地元のデイ・スクールに通っていた。その後、同じ教区にある地元の聖職者が運営する別の学校に通った。15歳になるまで学校に家から通っていたが、15歳から2年間は寄宿舎に入った。ラテン語を学び始めたのもこの頃である。しかし、聖職者が教えることだけでは物足りず、17歳のときに通うのを止めた。
ウィリアムは、サセックス州ルイスにあるアボットという人物が運営する学校で教生となった。校長やその家族と一緒に暮らし、ラテン語やギリシャ語を学び、それを生徒に教えた。このとき、植物学者・建築家のジョセフ・ウッズと知り合い、珍しい植物を探すことが生涯の趣味となった。ルイスの学校で2年間過ごした後、19歳になったウィリアムは、父と同じ海での仕事も含めて、別の仕事を考え始めた。
ウィリアムのことを気にかけてくれた実家の地元の牧師が、牧師館で古典などの勉強を再開することを提案した。ウィリアムはこれに同意し、1年間この生活を続けた。家にいるときは、姉たちと一緒に河口から海へ漕ぎ出し、漁師の様子を観察したり、浚渫船の網から野生生物の標本を集めたりした。ウィリアムは、手に入れた標本を、手に入る限りの書物を使って研究した。ここから生物学の研究に興味を持ち、後に医学の道へ進むことになる。

## 教育

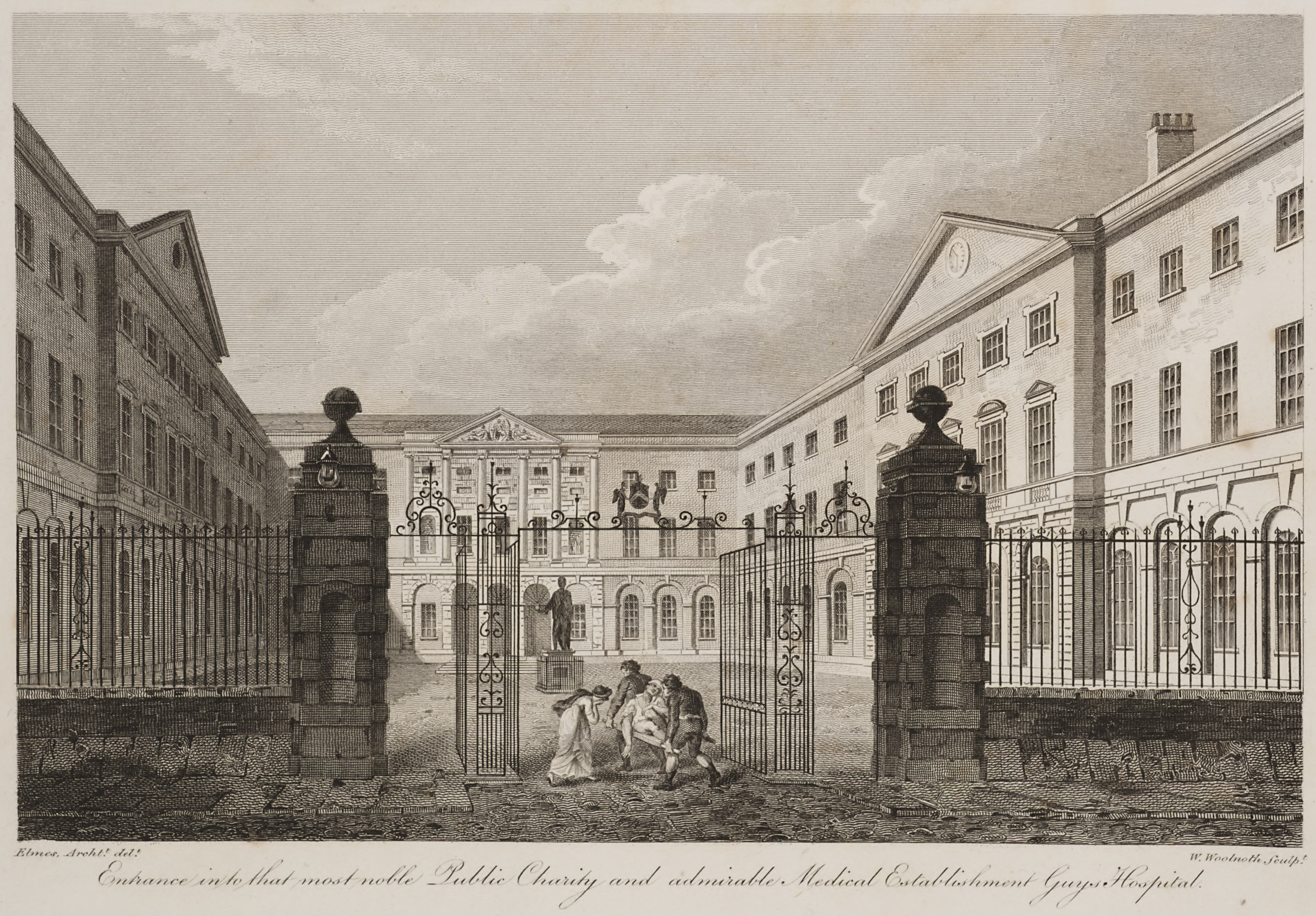
ガイズ病院の入口のエングレービング（1820年、ジェームズ・エルムズ、ウィリアム・ウールノス作）

この頃、地元の牧師の叔父で、ガイズ病院の会計係であるベンジャミン・ハリソンがガルを紹介され、その能力に感銘を受けた。ハリソンはガルにガイズ病院に来るように誘い、1837年9月、21歳になる前の秋、ガルは家を出てガイズ病院で医学の勉強を始めた。本来であれば「見習い」として勤務を始めるところを、ガルはハリソンの後押しにより、病院内に私室を与えられ、年間50ポンドの手当が支給された。
ハリソンに励まされたガルは、このチャンスを最大限に生かそうと決意し、その年に病院内で行われる賞に全て挑戦し、その全てを獲得した。ガイズ病院での最初の1年間で、他の勉強と並行してギリシャ語、ラテン語、数学の教育を受け、1838年には、設立されたばかりのロンドン大学に入学した。1841年に医学の学士号(M.B.)を取得し、生理学、比較解剖学、内科学、外科学で優等学位を取得した。

## キャリア
1842年、ガルはガイズ病院でマテリア・メディカを教えることになり、ハリソンからキングストリートに小さな家を与えられ、年俸は100ポンドとなった。1843年に、自然哲学の講師に任命された。また、この時期、ガルはガイズ病院の医学講師のポストに就き、スタッフが不在の場合は病院内の患者の世話をした。同年、彼は精神病棟の医学監督に任命されたが、これらの症例が間もなく病院で治療されなくなり、病棟がこの用途から転換されたのは、彼の影響によるところが大きい。
この間、ガルは様々な職務に就き、医学的な経験を積んだ。ガルは人生の大半を病院内で過ごし、しばしば夜も病院内にいた。
1846年、ロンドン大学で医学博士号(M.D.)を取得した。また、ロンドン大学が授与する医学分野での当時の最高の栄誉だった金メダルを獲得した。博士号を取得するための試験中、ガルは緊張から来る発作に見舞われ、試験官からコメントを求められた症例について「何も知らない」と言って部屋を出ようとしたが、友人に説得されて戻った。その後書いた論文によって博士号と金メダルを授与された。
1846年から1856年まで、ガルはガイズ病院で生理学と比較解剖学の講師を務めた。
1847年、ガルは王立研究所のフラーリアン生理学教授に選ばれ、2年間その職に就いた。その間、当時フラーリアン化学教授だったマイケル・ファラデーと親交を深めた。1848年には、王立内科学会(Royal College of Physicians)のフェローに選出され、ガイズ病院の常駐医師となった。1869年に王立協会フェローに選出された。1871年から1883年まで一般医療評議会の王室代表委員を務め、1886年からはロンドン大学代表となった。1871年、ロンドン臨床医協会会長に選ばれた。

## 結婚と家族
1848年5月18日、ガルはカーライルのJ・ダクレ・レイシー大佐の娘、スーザン・アン・レイシー(Susan Ann Lacy)と結婚した。その後すぐに、ガイズ病院内の私室からフィンズバリー・スクエア8番地に引っ越した。
スーザンとの間には3人の子供がいた。キャロライン・キャメロン・ガル(Caroline Cameron Gull)は1851年にガイズ病院で生まれ、1929年に亡くなった。キャロラインは、準男爵ヘンリー・アクランドの息子であるセオドア・ダイク・アクランドと結婚した。2人の間には2人の子供がおり、1人は幼児期に亡くなったが、もう1人の息子のセオドア・アクランド（1890-1960）はノリッチ・スクールの校長となった。
キャメロン・ガル(Cameron Gull)は1858年頃、バークシャー州パンボーンのバックホールドで生まれ、幼児期に亡くなった。
ウィリアム・キャメロン・ガル(William Cameron Gull)は1860年1月6日にミドルセックス州フィンズベリーで生まれ、1922年に亡くなった。イートン・カレッジで教育を受け、父の称号であるブルックストリートの準男爵を継承し、その後、1895年7月から1900年9月までバーンステイプル選出の自由統一党の下院議員を務めた。

## 王太子の治療

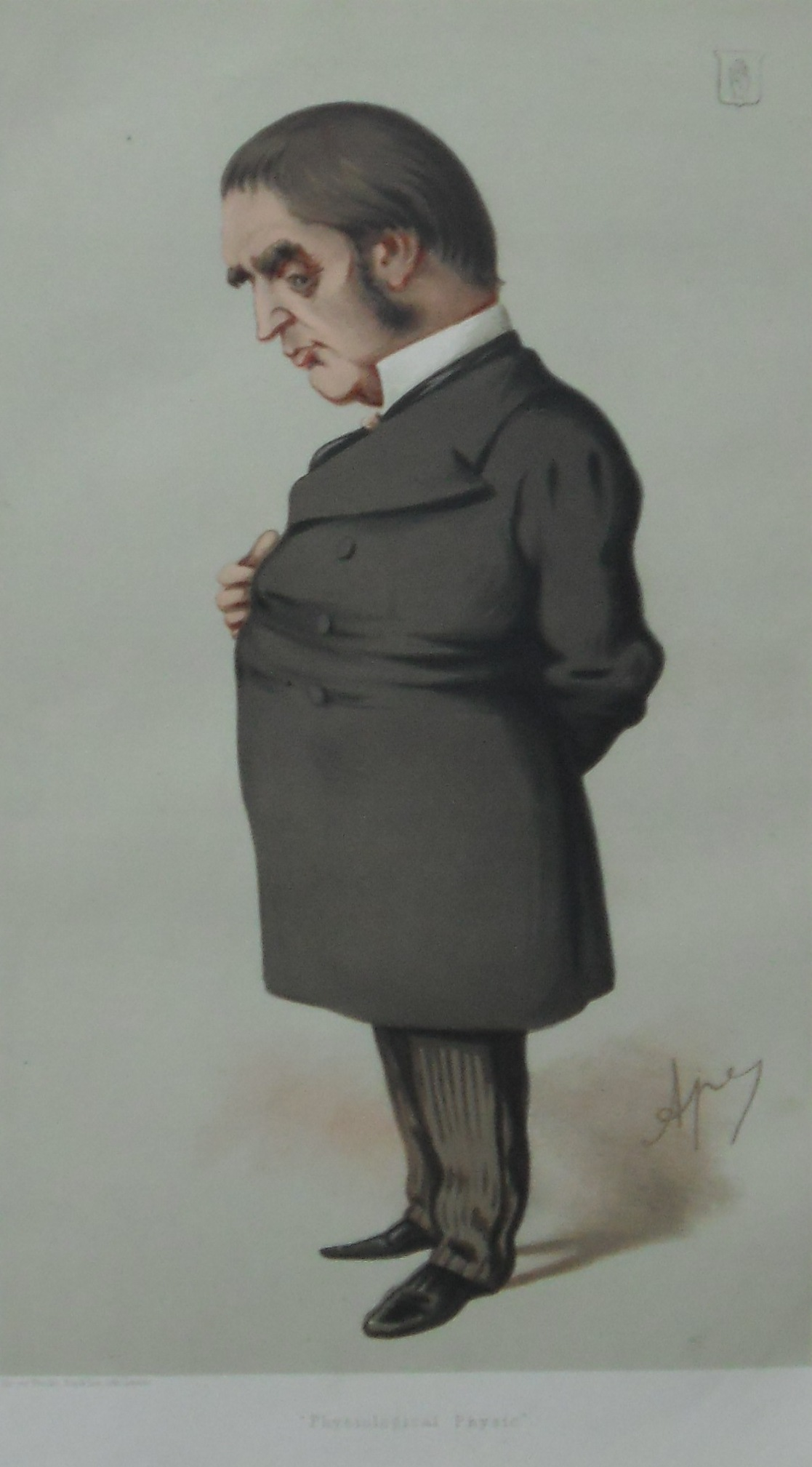
イギリスの雑誌『バニティ・フェア』の1875年12月18日号に"Physiological Physic"（生理学的医薬）というタイトルで掲載されたガルの風刺画。これは、『ヴァニティ・フェア』誌に掲載された、当時の著名人を描いた2千点以上の風刺画シリーズの一つである。

1871年、ガルは王太子（後の国王エドワード7世）の侍医として、腸チフスに罹患した王太子の治療の指揮を執った。
1871年11月13日、サンドリンガム・ハウスに滞在中の王太子に、最初の病気の兆候が見られた。当初、キングス・リンのロウ医師とオスカー・クレイトン医師が王太子を診察したが、彼らは指のただれが原因で熱が出たと診断した。しかし、1週間経っても熱が下がる気配がなかったため、腸チフスと再診断し、11月21日にガルを、23日にウィリアム・ジェンナーを呼び寄せた。腸チフスだけでなく気管支炎も発症していたことが判明し、王太子は何日も危篤状態となった。それから1か月間、王太子の容態を伝える日報が発行され、全国の警察署にも掲示された。『19世紀の名医』(Great Doctors of the Nineteenth Century)の著者であるウィリアム・ヘイル＝ホワイトは次のように書いている。
当時、私は少年で、父は毎晩私に警察署で最新のニュースを入手させた。速報が1日1回しか発行されなくなったのは、クリスマス直前になってからのことだった。
『タイムズ』紙の1871年12月18日号には次のように書かれている。
ガル博士には、疲れを知らないエネルギーと、衰えを知らない注意深さが備わっていた。非常に優しい看護、非常に細やかなケアは、医師、助手、調剤師、従者、看護師の職務を兼ねているように見えた。譫妄状態の病人に優しく愉快に話しかけ、他の全てが失敗したときのための力の蓄えとなるわずかな栄養を取るために乾いた唇を開かせ、衰弱した体をベッドから持ち上げてやつれた体を酢で洗い、目と耳と指を研ぎ澄ましてあらゆる変化を把握し、顔と心臓と脈拍を見て、時には12時間も14時間もベッドサイドで過ごした。そして、その時間が終わったとき、あるいはその時間が続いている間にも（医師の仕事は何と大変なものなのだ!）、試練に耐えかねている彼女を優しく、しかし希望に満ちた言葉でなだめ、絶望しないように、自信を失わないように助言した。王太子が回復した後、ウィリアム卿は「彼は、ガイズ病院の患者と同様の十分な治療と看護を受けた」と述べている。

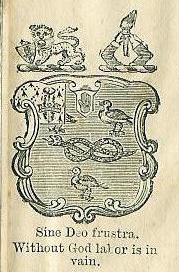
ブルックストリートの準男爵の紋章（『タイムズ』紙から転載された『ニューヨーク・タイムズ』紙より）

王太子の回復後、シティ・オブ・ロンドンのセント・ポール大聖堂で、ヴィクトリア女王も出席して感謝の礼拝が行われた。王太子の治療の功績により、1872年2月8日、ガルはブルック・ストリートの準男爵に叙任された。
ガルはまた、ヴィクトリア女王の典医にも任命された。ただし、この時女王の主治医は4人おり、200ポンドの年俸を受け取っていたが、ほぼ名誉職だった。女王は上級医師のウィリアム・ジェンナー以外には一度も会うことがなかった。

## 医学を志す女性の支援
ヴィクトリア朝末期のイギリスでは、女性が医学の世界に入ることは奨励されていなかった。ガルはこの偏見に反対し、医学の道を志す女性を支援するための活動を行った。1886年2月、ガルはキャベンディッシュ・スクエアで、女性のための医学奨学金を創設するための会議を開き、その議長を務めた。この会議で創設されたのがヘレン・プリドー記念基金(Helen Prideaux Memorial Fund)で、ロンドン大学の優秀な医学生で、解剖学で金メダルを獲得し、第一級の学位を取得しながら、基金創設の前年にジフテリアで亡くなったフランシス・ヘレン・プリドーにちなんで名付けられた。
ガルは、「彼女の学業成績は、女性が医学に携わることへの反対に対する答えである」と述べ、この奨学金によって、女性に対する考え方が自由になり、女性が専門職全体で認められるようになることを期待していると報道された。
基金創設時の寄付金は252ポンド9セントで、そのうちガルの個人的な寄付金は10ギニー（10ポンド10セント）だった。1890年代半ばには、この奨学金は、ロンドン女子医学校の卒業生に年2回50ポンドの奨学金を与え、さらに次の段階の学業を支援することができるようになっていた。

## 病気と死去

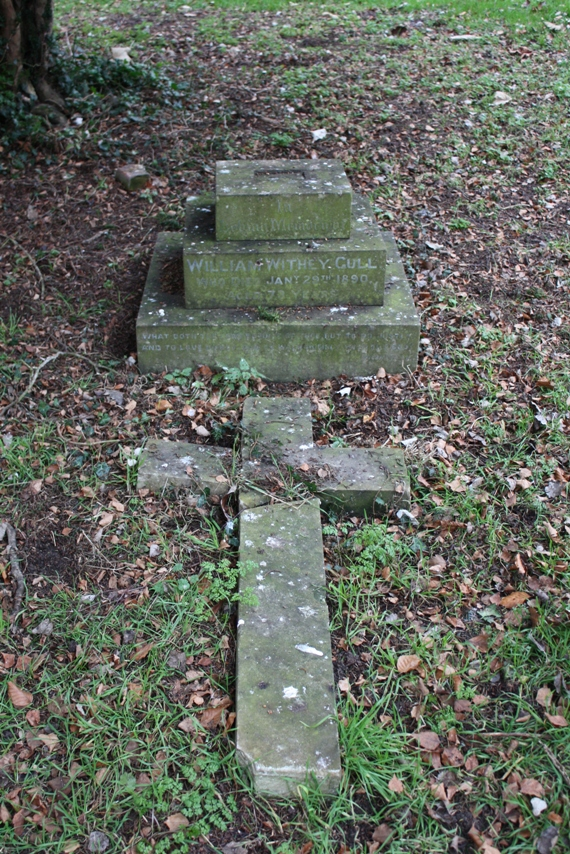
エセックス州ソープ＝ル＝ソケンの教会堂にあるウィリアム・ガルの墓石

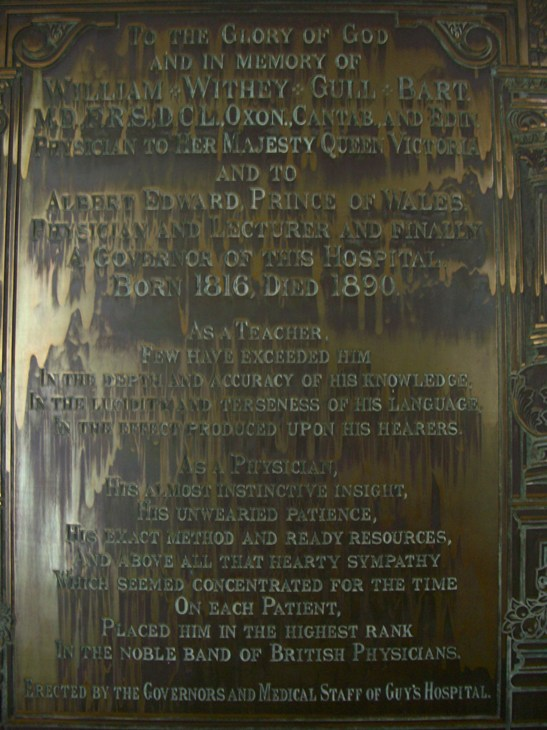
ロンドン・ガイズ病院の礼拝堂にある記念銘板

1887年、ガルは、スコットランド・キリークランキーにあるウラード・ハウスで、脳卒中の最初の発作を数回起こした。脳出血による片側不全麻痺と失語症の発作があり、前兆として数日前には原因不明の喀血があった。その数週間後に回復してロンドンに戻ったが、「1本目の矢は的を外したが、矢筒にはもっとたくさんの矢がある」と、健康への危機感を述べた。
その後の2年間、ガルはロンドンのグロブナー・スクエアのブルックストリート74番地の自宅に住み、この間にも何度か脳卒中を起こしている。1890年1月27日に自宅で致命的な発作が起き、その2日後の1月29日に亡くなった。
『タイムズ』紙は、1890年1月30日付で次のように報じた。
我々は、ウィリアム・ガル卿が昨日12時30分、ロンドンのブルックストリート74番地の自宅で、麻痺のために亡くなったことを謹んでお伝えする。ウィリアム卿は2年ほど前、キリークランキーのウラードに滞在中、激しい麻痺の発作に襲われたが、その後も十分に回復せず、診療に復帰することができなかった。月曜日の朝、朝食の後、彼は話すことができないことを伝えようと口を指差した。部屋にいた付き人は何が起こっているのかよくわからず、彼を居間に連れて行った。ウィリアム卿は椅子に座り、紙に「私は言葉を発することができません」と書いた。すぐに家族が呼ばれ、ウィリアム卿はベッドに移され、旧友のヘルマン・ウェーバー医師、チャールズ・D・フード医師、義理の息子のアークランド医師が付き添った。しかし、彼はすぐに意識を失い、昨日の朝までその状態が続いたが、家族の前で静かに息を引き取った。この2日間は彼の健康状態についての問い合わせが非常に多く、ひっきりなしに馬車がドアの前に集まっていた。王太子はフランシス・ノウルズ秘書官を通じてウィリアム卿の容態を知らされていた。
ガルの死去は世界中で報じられた。アメリカの作家マーク・トウェインは、1890年2月1日の日記に次のように記している。
ウィリアム・ガル卿が今亡くなった。彼は71年に王太子を看病して生き返らせ、それにより貴族の入り口である騎士号を与えられたらしい。王太子が死んだと思われたとき、ガル氏は肩の間に次々と打撃を与え、鼻孔に息を吹き込み、文字通り死を免れたのだ。
ガルの遺体は、2月3日月曜日、幼少期に住んでいたエセックス州コルチェスター近郊のソープ＝リー＝ソケンの教会堂で、父と母の墓の隣に埋葬された。ロンドンからの弔問客を運ぶために臨時列車が用意された。
後任のヴィクトリア女王の典医には、3人の主治医のうち年長者であるリチャード・パウエルが就任した。

## 医学への貢献

### 神経性無食欲症

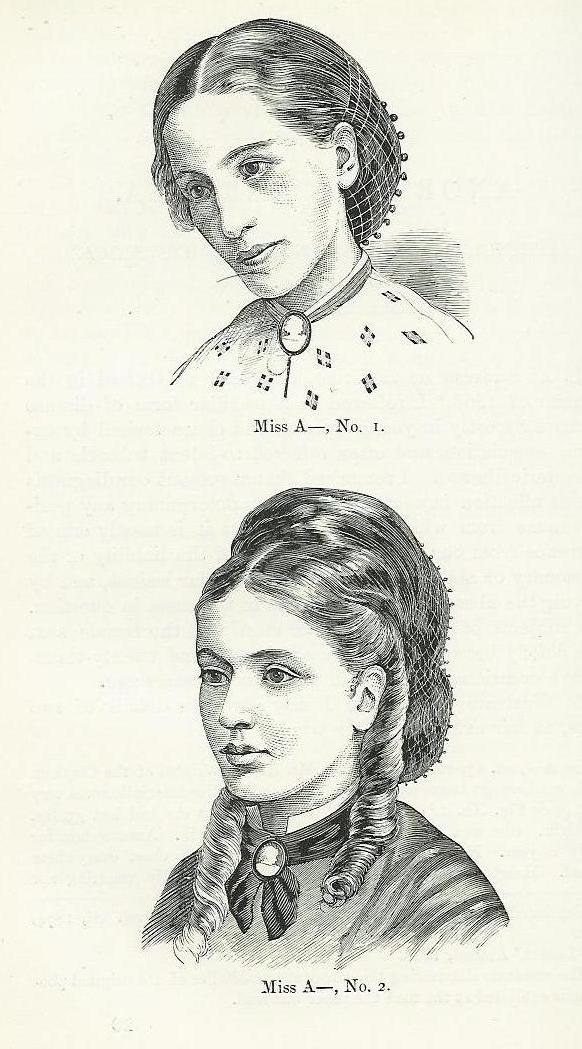
治療前（No.1、1866年、17歳）と治療後（No.2、1870年、21歳）のA嬢の肖像。ガルの論文より。

「神経性無食欲症」（anorexia nervosa、アノレクシア・ネルヴォサ）という言葉は、1873年にガルが初めて使用したものである。神経性無食欲症とは、俗に「拒食症」と呼ばれる症状である。
1868年、ガルはオックスフォードで開かれたイギリス医師会で講演を行い、「主に若い女性に発生する、極度の衰弱を特徴とする特異な病気」について言及した。ガルは、この病気の原因は特定できないが、主に16歳から23歳までの若い女性に発生しているようだと述べている。ガルはこの講演で、この症状を"apepsia hysterica"と呼んだが、その後"anorexia hysterica"、"anorexia nervosa"と修正した。
5年後の1873年、ガルは代表的な著作である『神経性食欲不振症』(Anorexia Nervosa (Apepsia Hysterica, Anorexia Hysterica))を発表し、その中でA嬢、B嬢、そして名前の記載のない3つ目の症例について述べている。1887年にはK嬢の症例も記録しており、これが彼の医学論文の最後の出版物となった。
A嬢は、1866年1月17日に、ロンドンのクラパムに住む主治医のケルソン・ライトからガルに紹介された。彼女は17歳で、体重が33ポンドも減り、かなりやせ細っていた。この時の体重は82ポンド（約37キログラム）、身長は5フィート5インチ（約165センチメートル）だった。ガルの記録によると、彼女は1年近く無月経だったが、それ以外の体調はほぼ正常で、呼吸・心音・脈拍は正常であり、嘔吐や下痢もなく、舌はきれいで、尿も正常だった。脈拍は56～60とやや低めだった。動物性の食品を全く食べず、他のものもほとんど食べないという、単純な飢餓状態だった。
ガルは様々な治療薬（水銀塩化物、ヨウ化鉄のシロップ、鉄リン酸塩のシロップ、キニーネのクエン酸塩など）を処方し、食事の内容も変えたが、目立った効果はなかった。ガルは、ごく短い期間だけ食欲が旺盛になることがあるが、これは非常に稀で例外的なことであると記録している。ガルはまた、彼女が頻繁に落ち着きがなく活発であったことを記録しており、これは「神経状態の顕著な表れであり、これほど衰弱した身体が快いと思われる運動を行えるとは到底思えなかった」と記している。
ガルの論文には、治療前と治療後のA嬢の肖像（右図）が掲載されている。ガルは、17歳の時のA嬢の老けた外見を、以下のように記している。
回復してくると、彼女は21歳という年齢にふさわしい、はるかに若い外見になっていることに気づくだろう。一方、17歳の時に撮影された写真では、30歳近くに見える。
A嬢は1866年1月から1868年3月までガルの観察下に置かれたが、その頃には完全に回復しており、体重は82ポンドから128ポンド（約58キログラム）に増加していた。

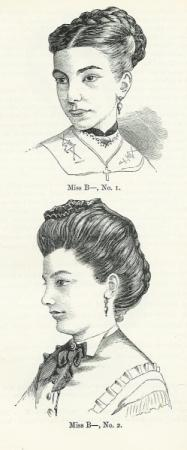
治療前（No.1、1868年、18歳）と治療後（No.2、1872年）のB嬢の肖像。ガルの論文より。

B嬢は、ガルが神経性食欲不振症の論文で詳細に述べた2例目の症例である。彼女は1868年10月8日に、結核を疑っていた家族から、次の冬に南ヨーロッパに連れて行きたいという理由でガルのもとに紹介された。当時18歳だった。
ガルは、彼女の痩せ方が通常の結核患者よりも極端であることに気づいた。胸部と腹部の診察では異常はなく、脈拍が50と低いくらいだったが、コントロールが難しい「独特の落ち着きのなさ」が記録されていた。母親は「この子は疲れを知らない」と言っていた。ガルは、脈拍や呼吸の観察結果を詳細に調べ、この症例がA嬢の症例と類似していることに気付いた。
B嬢はガルの治療を受け、1872年頃には顕著な回復が見られ、最終的には完治した。ガルは論文の中で、A嬢の場合と同様、様々な治療薬や栄養のある食事などの医療行為は、おそらく回復にあまり寄与しなかったと認めている。
K嬢は、1887年にピーターズフィールドのリーチマン医師からガルに紹介された。ガルは、出版された彼の最後の論文にその詳細を記している。K嬢は1887年時点で14歳だった。彼女は6人兄弟の3番目の子供で、うち1人は幼児期に死亡している。父親は68歳で肺炎により亡くなっていた。母親は健在で、姉には様々な神経症状があり、甥にはてんかんの症状が見られた。これらを除いて、この家族には他の神経症の症例は記録されていない。
K嬢は、1887年の初めまでは、ふっくらとした健康的な女の子だったが、その年の2月からカップ半分の紅茶やコーヒー以外の食事を一切拒否するようになった。彼女は1887年4月20日からガルの診察を受けるようになった。
ガルの記録によると、彼女には器質的疾患の兆候は見られず、呼吸数は12～14、脈拍は46、体温は華氏97度（摂氏36度）、尿は正常であった。体重は63ポンド（約29キログラム）、身長は5フィート4インチ（約163センチメートル）だった。ガルはガイズ病院の看護師を手配して彼女の食事を管理し、数時間おきに軽食を食べさせた。6週間後、リーチマン医師は順調に回復していると報告し、の頃には看護師は必要なくなっていた。
ガルの論文には、K嬢の写真が掲載されている。最初の写真は1887年4月21日に撮影されたもので、極度に痩せ細ったK嬢が写っている。服を脱いだ状態の胴体には、胸郭と鎖骨がはっきりと見えている。2枚目の写真は1887年6月14日に同様の姿勢で撮影されており、明らかに回復していることがわかる。
以上の3例は回復したケースだが、ガルは神経性食欲不振症による少なくとも1件の死亡例を観察したと述べている。死後の解剖では、大腿静脈の血栓症以外には身体的な異常は見られなかったと述べている。死因は飢餓のみであったと思われる。
ガルは、観察した全ての症例において、脈拍と呼吸が遅いという共通点を見出した。また、この結果、体温が正常以下になっていることを観察し、治療法として外部から熱を加えることを提案した。この提案は今日でも科学者の間で議論されている。
ガルはまた、消耗や衰弱の期間に反比例した間隔で食事を与えることを推奨した。ガルは、患者の意向は決して参考にすべきではなく、特に初期段階におけり、「好きなようにさせておけばいい。無理に食べさせてはいけない」というような医療従事者が患者を甘やかす行為は危険であると考えていた。ガルは、神経性無食欲症の症例を扱った経験からこのような意見を持ったのであって、以前は自分も患者の望む通りにすべきである思っていたと述べている。

### ガル＝サットン症候群（慢性ブライト病）
1872年、ガルとヘンリー・ゴーエン・サットンは、慢性ブライト病の原因について、それまでの理解を覆すような論文を発表した。
ブライト病の症状は1827年、ガルと同じガイズ病院に勤務していた人医師リチャード・ブライトによって初めて記述された。ブライトの研究では、この症状は腎臓を中心とした疾患によるものとされていた。慢性ブライト病は、他の臓器にも影響を及ぼす、より重篤な病変である。
ガルとサットンは序文の中で、ブライトらは、微細顆粒状萎縮腎は通常、体の他の器官の病的変化を伴うことを十分に認識しており、これらの共存する変化を一般的にまとめて「慢性ブライト病」と呼んでいたと指摘している。当時の一般的な見解は、腎臓は主として影響を与える臓器であり、それが体の他の部分に広がってゆき、それによって他の臓器が影響を受けるというものだった。
ガルとサットンは、この仮定が間違っていると主張した。彼らは、病気の状態は他の臓器にも起因する可能性があり、腎臓の悪化は主要な原因ではなく、一般的な病的変化の一部であることを示す証拠を提示した。ガルとサットンが調べたいくつかの症例では、腎臓はわずかな影響しか受けていないのに、他の臓器では病状がはるかに進行していた。
ガルとサットンの結論は、動脈と毛細血管の病的変化が、慢性ブライト病として知られる萎縮腎の主要かつ本質的な条件であるというものだった。彼らは、主に罹患した臓器によって病歴が異なる可能性があり、病状が単純で予測可能なパターンをたどることは期待できないと述べている。

### 粘液水腫
1873年、ガルは粘液水腫の原因が甲状腺の萎縮であることを示した論文"On a cretinoid state supervending in adult life in women"（女性の成人期に起こるクレチノイドの状態について）を発表した。
ガルの研究の背景には、1855年にクロード・ベルナールが行った「内部環境」の概念に基づく研究と、1859年にベルンで行われた、犬の甲状腺切除が必ず致命的になることを示しましたモーリッツ・シフの研究がある。シフは後に、甲状腺切除した動物と人間の両方で、甲状腺の移植や注射によって症状が回復することを示した。ガルは、甲状腺が何らかの重要な物質を血液中に放出していると考えた。その3年前、同じガイズ病院のチャールズ・ヒルトン・ファッジが「散発性クレチン病」についての論文を発表していた。
ガルの論文では、B嬢の症状と外見の変化について次のように述べている。
月経期が終わった後、だんだん気だるくなり、全体的に体が大きくなった。彼女の顔は楕円形から丸みを帯びてきた。舌は広くて厚く、声は小声で、発音は舌が口に対して大きすぎるかのようだった（クレチン病様）。私がそれまでに見た大人のクレチン病様状態では、甲状腺は肥大していなかった。精神状態に明らかな変化があった。それまで活発で好奇心旺盛だった精神が、筋肉の倦怠感に対応して、穏やかな無関心になったが、知性は損なわれていなかった。皮膚の変化は顕著である。皮膚は独特の滑らかさときめ細かさを持ち、顔色も良いので、一見すると全体的にわずかな浮腫があるように見える。頬に見られる美しい繊細なローズパープルの色合いは、腎性全身浮腫の肥大した顔に見られるものとは全く異なる。
1888年、W.M.Ordはこの症状を「粘液水腫」(myxoedema)と命名した。

### 脊髄と対麻痺
対麻痺(paraplegia)は、通常、脊髄の損傷によって生じる症状である。これはガルが長期的に関心を持っていたことであり、少なくとも1848年に行われた3つのグールストン・レクチャー（「神経系について」、「対麻痺」、「頸部対麻痺-片麻痺」）にまで遡る。
ガルは対麻痺を脊髄性、末梢性、脳性の3つのグループに分けた。脊髄性のグループは、脊髄の損傷による麻痺に関連している。末梢性のグループは、神経系の複数の部分が同時に機能しなくなったときに起こる障害である。脳性のグループは、血液供給の障害や梅毒などによる中枢神経系の障害による部分的な麻痺である。
ガルは1856年から1858年にかけて、下肢麻痺に関する主な研究を発表した。ガルは、フランスの神経学者シャルル＝エドゥアール・ブラウン・セカールとともに、脊髄の病理についての限られた理解の中で、初めて下肢麻痺の症状を理解することを可能にした。ガルは、臨床的特徴と病理学的特徴を関連付けるために、29例の検死解剖を含む32例の症例を発表した。
しかし、ガルは「臨床での原因究明」ほど難しいものはないと認めていた。病理学的には軟化や炎症が認められることもあるが、多くの場合、明らかな病因は見当たらない。「解剖学的」(anatomical)な原因ではなく、「原子的」(atomical)な原因を探さなければならないのではないか、とガルは推測した。ガルは2つのタイプの部分的病変を説明した。1つは脊髄の一部分に限定されたもので、もう1つは脊髄の1つの柱の縦方向に伸びるものである。ガルは、「運動能力を調節できない」原因となる後柱の変性に気づき、困惑した。
ガルは、外因性の圧迫によって帯状痛がないということはめったになく、しばしば髄膜の関与を示していると認識していた。下肢の麻痺は、膀胱と腎臓の病気に起因するとガルは考えた（尿路性対麻痺）。膀胱の感染は、骨盤から脊髄の静脈にまで及ぶ炎症性静脈炎の原因となっていた。
5つの外傷例では、脊柱はしばしば骨折していたが、必ずではなく、脊髄を圧迫していた。ガルは、33歳の女性で、明らかな外傷を伴わない胸椎椎間板脱が脊髄を圧迫した例を1例記録している。ガルの32人の患者のうち7人に腫瘍があり、2人は腎臓と肺に転移していた。2人は髄内頚部腫瘍、1人はガイズ病院の看護師で、おそらく嚢胞性星細胞腫であったと思われる。

## 切り裂きジャック事件との関連
ガルは、1888年にホワイトチャペルで起きた「切り裂きジャック」による連続殺人事件に関連する多くの説やフィクションに登場する。ガルがこの事件に関連するとする説は、この事件にイギリス王室やフリーメイソンが関与しているとする陰謀論の一種であることが多い。

### 1895年–1897年、アメリカの新聞の報道
ホワイトチャペル殺人事件とロンドンの著名な医師（ガルに限らない）とを結びつける最も古い記述は、1895年から1897年にかけてアメリカのいくつかの新聞に掲載された2つの記事である。
最初の記事は、"Fort Wayne Weekly Sentinel"（1895年4月24日）、"Fort Wayne Weekly Gazette"（1895年4月25日）、ユタ州の"Ogden Standard"に掲載された。これは、サンフランシスコの著名人であるウィリアム・グリア・ハリソンとロンドンのハワードという医師の間で交わされたとされる会話を報じたものである。ハワードによると、犯人は「地位の高い医学者」であり、その妻はホワイトチャペル殺人事件の期間中、彼の不安定な行動に不安を感じていた。妻は夫の同僚の医師たちに疑念を伝え、医師たちは夫と面談し、家の中を捜索した結果、殺人の十分な証拠を見つけ、夫を精神病院に収容したという。
もう1つの記事は、"Williamsport Sunday Grit"（1895年5月12日）、カリフォルニアの"Hayward Review"（1895年5月17日）、"Brooklyn Daily Eagle"（1897年12月28日）に掲載されたものである。この記事では、「あの悪魔の化身の正体が、しばらく前に決着がついた」とし、犯人は「制御不能な性的執着に悩まされた、認知症の医師」としている。この記事は、1つ目の記事と同様の内容を記し、精神鑑定を依頼した12人のロンドンの医師のうちの1人がハワード医師であり、恐るべき切り裂きジャックがロンドンのウエストエンドの最高の社交界の庇護を受けている地位の高い医師であったことが確実に証明されたと付け加えている。さらに記事では、伝道師で霊能者のロバート・ジェームズ・リースが、透視能力を使ってホワイトチャペルの殺人犯がメイフェアの家に住んでいると予言し、それが医師の逮捕に役立てられたと主張している。リースは警察を説得してその家に入ったが、その家は著名な医師の家であり、その医師は「トーマス・メイソン」という偽名でイズリントンの民間精神病院に入れられたとされていた。その医師は死亡したこととされ、葬儀が行われ、何も入っていない棺がケンサル・グリーンの家族の墓に安置されていると報じられた。なお、ガルの遺体はエセックス州ソープ＝ル＝ソケンの教会堂に埋葬されており、この話とは一致しない。
最初の記事に情報を提供したとされるハワード医師の身元は不明である。1895年5月2日、"Fort Wayne Weekly Gazette"は、ウィリアム・グリア(William Greer)（原文ママ。ウィリアム・グリア・ハリソンと同一人物かどうかは不明）に確認した内容として、ハワード医師は「数か月前に世界旅行でサンフランシスコを訪れたロンドンの有名な医師」であるとした続報を掲載した。さらに、1895年5月19日付の"London People"紙に掲載されたジョセフ・ハットンの記事で、1880年代後半にロンドンで開業していたアメリカ人医師、ベンジャミン・ハワードであると報じられた。1896年1月にロンドンを再訪したベンジャミン・ハワードはこの記事を見て、その内容を強く否定する手紙を同紙に送り、1896年1月26日付の同紙に掲載された。

### 1970年、ストーウェルの『クリミノロジスト』の記事
1970年、トーマス・E・A・ストーウェルはイギリスの犯罪研究の雑誌『クリミノロジスト』(The Criminologist)に "'Jack the Ripper' – A Solution?"（切り裂きジャック- とある解明）という記事を寄稿した。
ストーウェルはガルの義理の息子であるセオドア・ダイク・アクランドの後輩だった。ストーウェルは、ガルの患者の一人がホワイトチャペル殺人事件の犯人だと主張している。ストーウェルは記事の中で、その人物のことを"S"と呼び、その正体を明示していないが、一般には、"S"の正体はヴィクトリア女王の孫で王位継承者であるアルバート・ヴィクター王子ではないかと推測されている。ストーウェルは次のように書いている。
"S"は権力と富の後継者だった。彼よりも長生きした祖母は、厳格なヴィクトリア朝の家長だった。その地位を継承した彼の父親は、ゲイの国際人であり、イギリスの地位を国際的に向上させることに尽力した。［21歳のときに"S"は］陸軍に配属された。彼が辞職したのは、貴族や裕福な同性愛者が集まるクリーブランド・ストリートの建物が襲撃された直後だった。
ストーウェルは、ウィリアム・ガルが私的に書き残した文書を一次資料として自説を展開したようである。しかし、記事を発表した数日後にストーウェルは死去し、遺族が書類を焼却してしまったため、これを確認することはできない。記事の中で名前が挙がっているガルは、"S"の死因が報道されていた肺炎ではなく梅毒であったことを示す書類を残していたとされる。ストーウェルは、"S"は10代後半に世界を旅行した際、西インド諸島で梅毒に感染し、この病気が原因で精神異常をきたし、殺人に至ったと述べている。
ストーウェルはさらに、"S"はガルによって精神障害と診断され、民間の精神病院に収容されたが、そこから脱走し、1888年11月にメアリー・ジェーン・ケリーに対する最後の、そして最も残忍な殺人を犯したと主張する。その後、5か月間の船旅をするまでに回復したが、再発して気管支肺炎で死亡したとしている。

### 1973年、BBCのドラマ『切り裂きジャック』
1973年、BBCで全6話のテレビドラマ『切り裂きジャック』(Jack the Ripper)が放送された。エルウィン・ジョーンズとジョン・ロイドが脚本を担当し、刑事ドラマ『ソフトリー・ソフトリー』に登場する架空の刑事、チャールズ・バーロウとジョン・ワットが、ホワイトチャペル殺人事件を捜査するという筋立てだった。
このドラマでは、犯人が誰であるかという結論は示されなかったが、画家ウォルター・シッカートの隠し子とされるジョセフ・"ホーボー"・シッカートが提唱した、ウィリアム・ガルが犯人であるとする説が初めて公開されたことは重要である。この説は、当時の首相であるソールズベリー侯がヴィクトリア女王やフリーメイソンの幹部（警察官を含む）と共謀して、アルバート・ヴィクター王子が産ませた王位継承者となり得る隠し子の存在を知る女性を次々に殺害したとするものである。この説では、ガルは御者のジョン・ネットリーの助けを借りて殺人を実行したとしている。ジョセフ・シッカート自身は、1978年6月18日付の『サンデー・タイムズ』紙のインタビューで、「あれはデマだ。全て私が作ったものだ」「とんでもないフィクションだ」と語り、この話を撤回している。

### 1976年、ナイトの『切り裂きジャック最終結論』
『イースト・ロンドン・アドバタイザー』紙の記者スティーブン・ナイトは、BBCのドラマが放映された後にジョセフ・シッカートにインタビューした。そして、このインタビューを元にした本『切り裂きジャック最終結論』(Jack the Ripper: The Final Solution)を1976年に発表した。この本にインスピレーションを受けた、ホワイトチャペル殺人事件に関連する数多くのフィクション作品が作られている。
ナイトは独自に調査を行い、ジョン・ネットリーという名前の御者が実在したことを確認し、新たに、1888年10月にストランドで無名の子供が殺害されたこと、1892年にウェストミンスター橋で"Nickley"（ニックリー）という男が入水自殺を図ったことなどが判明した。また、内務省の文書も参照し、そこから多くの同時代の警察報告書が初めて公開された。

ナイトは、ガルが高位のフリーメイソンであったと主張しているが、これに対しては異論がある。ナイトは次のように書いている。
シッカートの話に登場するあまり知られていない人々の中に、メイソンがいたかどうかを調べることはできない。しかし、主な登場人物は確かにそうであった。ウォーレン、ガル、ソールズベリーは、いずれもメイソンの階級を上っていた。ソールズベリーは、父親が全英の副グランドマスターだったこともあり、1873年には彼の名を冠した新しいロッジが献堂されるほどの実力者だった。ソールズベリー・ロッジは、ロンドンのグレート・クイーン・ストリートにあるフリーメイソンズ・ホールというイギリスでも有数のメーソン会場で会合を開いた。
この主張に反論しているのが、イギリスのフリーメイソン連合グランドロッジの元司書（後にコミュニケーション・ディレクター）のジョン・ハミルである。ハミルは次のように書いている。
スティーブン・ナイトの論文は、主人公である首相のソールズベリー卿、チャールズ・ウォーレン卿、ジェームズ・アンダーソン卿、ウィリアム・ガル卿がいずれも高位のフリーメイソンであるという主張に基づいている。ナイトは1973年に自分の主張が誤りであることを知っていた。図書館にいたとき彼から電話がかかってきて、彼らがフリーメイソンのメンバーであることを確認したいと言ってきた。長い時間をかけて調べた結果、私はチャールズ・ウォーレン卿だけがフリーメイソンだったことを彼に伝えた。残念なことに、彼は、自分の説が台無しになってしまうため、この回答を無視することにした。

### 『最終結論』以後の大衆文化におけるウィリアム・ガル
クリストファー・プラマーがシャーロック・ホームズを、ジェームズ・メイソンがワトソン医師を演じた1979年の映画『名探偵ホームズ・黒馬車の影』に、俳優ロイ・ランスフォードが演じた架空の人物トーマス・スパイヴィー卿(Sir Thomas Spivey)が登場する。この話は、ナイトの『最終結論』をベースにした荒筋であり、王室の侍医であるスパイヴィー卿は、『最終結論』において犯人とされたウィリアム・ガルをモデルとしている。作中のスパイヴィー卿は、ジョン・ネットリーをモデルとするウィリアム・スレイドの助けを借りて殺人を犯している。
イアン・シンクレアの1987年の小説"White Chappell, Scarlet Tracings"もまた『最終結論』を下敷きにしており、ウィリアム・ガルがそのままの名前で登場する。
マイケル・ケインとジェーン・シーモアが主演した1988年のCBSのテレビドラマ『切り裂きジャック』では、レイ・マカナリーがウィリアム・ガルの役を演じている。このドラマでは、ウィリアム・ガルを犯人とし、御者のジョン・ネットリーがそれを補佐したとする『最終結論』の説を採用しているが、イギリス王家による陰謀説の要素が排除されている。
1991年から1996年にかけて連載されたアラン・ムーアとエディ・キャンベルによるグラフィックノベル『フロム・ヘル』にもウィリアム・ガルが登場している。この本も『最終結論』の内容を前提として、ウィリアム・ガルを殺人者として描いている。キャンベルは、自身のブログで「このウィリアム・ガルは、かつて存在した実在の人物とたまたま同じ名前を持つフィクションであると考えるべきだと思う」と書いている。
『ジョン・コンスタンティン・ヘルブレイザー』（DCコミックス、1992年）において、切り裂きジャックはCalibraxisと呼ばれる悪魔に取り憑かれたウィリアム・ガルであると言及されている。
マーク・フロストの1993年の小説『リスト・オブ・セブン』には、架空の人物ナイジェル・ガル卿(Sir Nigel Gull)が登場する。ナイジェル・ガル卿は王室の侍医として描かれており、ウィリアム・ガルをモデルにしているものと見られる。クラレンス公爵エドワード王子を主人公としたオカルト的なテーマを持つが、ホワイトチャペル殺人事件には言及していない。
『フロム・ヘル』の2001年の映画化作品では、イアン・ホルムがウィリアム・ガルの役を演じている。
ブライアン・キャトリングの2012年の小説"The Vorrh"にウィリアム・ガルが登場し、エドワード・マイブリッジとの関係や拒食症への取り組みなどが描かれている。